# Диакаби, Муктар
Муктар Диакаби (фр. Mouctar Diakhaby; род. 19 декабря 1996, Вандом) — гвинейский и французский футболист, защитник клуба «Валенсия» и сборной Гвинеи.
Бывший игрок молодёжной сборной Франции.

## Клубная карьера
Считается воспитанником клуба «Верту». Тренировался в академиях «Нанта» и «Лиона». В последнем клубе остался продолжать карьеру. С 2014 года выступал за вторую команду. Провёл 52 встречи, был основными игроки. Несмотря на позицию защитника, сумел забить 10 мячей.
10 сентября 2016 года дебютировал в Лиге 1 поединком против «Бордо», выйдя в основном составе и проведя на поле весь матч.
28 июня 2018 года Диакаби стал футболистом «Валенсии», подписав с ней пятилетний контракт. 2 марта 2024 года в матче против «Реала» получил тяжёлую травму колена, из-за чего выбыл из строя на год.

## Достижения
«Валенсия»
- Обладатель Кубка Испании: 2018/19